# Modestino Preziosi
Modestino Preziosi (Mercogliano, 21 settembre 1962) è un ultramaratoneta italiano.

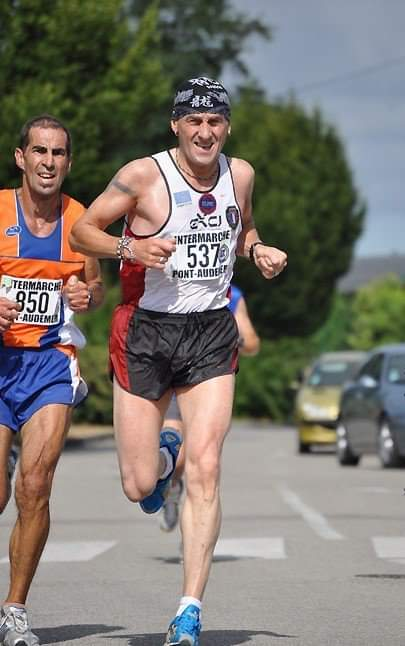

È campione italiano, campione europeo, per due volte vicecampione del mondo e campione del mondo nel 1993 e nel 2003 e attualmente campione del mondo in carica con la vittoria del OVER CUP 2007 2008 di ultramaratona e maratona estrema. È inoltre quattro volte campione del mondo al raid della Thailandia, nelle edizioni 2007, 2008 e 2010, 2011.

## Risultati
- 1988: Nella Trans-Amazzonia 310 km, in 5 tappe, ottiene il 4º posto assoluto.
- 1988: Nella Super Maratona del Marocco 250 km, in 6 tappe, in autosufficienza alimentare, ottiene la 1ª posizione tra gli italiani e la 10ª posizione in assoluto.
- 1989: Nell'Ultramaratona del Marocco di 155 km, in 4 tappe, conquista la 4ª posizione in assoluto
- 1991: Nella Super Maratona del Marocco ottiene la 2ª posizione con il titolo di vicecampione del mondo.
- 1992: Nella Semi-Finale della Coppa del Mont-Blanc, Courmayeur-Chamonix di 148 km, in tappe, ad altitudine da 1400 m a 3000 m ottiene il 4º posto assoluto, conquistando un nuovo record italiano. Nella finale a Delvin (Colorado) ottiene il 3º posto assoluto.
- 1993: Nella Ultra-Maratona dell'Himalaya (Nepal) 155 km, in 5 tappe, ad altitudine da 2000 m a 6400 m, ottiene il 2º posto assoluto in 9h48' ed il titolo di vicecampione del mondo. E l'unico atleta al mondo a raggiungere l'altitudine di 6490 m senza aiuto di respiratore esterno.
- 1993: Nella Super-Maratona del Marocco 155 km, in 4 tappe, ottiene il 1º posto assoluto e il suo primo titolo di Campione del Mondo
- 1993: Nella Ultra-Maratona del Mont Blanc, 160 km, in 4 tappe, ottiene il 5º posto assoluto, il 1º nella sua categoria e un nuovo titolo di Campione del Mondo.
- 1997: Nella Archeo Marathon, maratona estrema in Perù, all'altezza media di 3.800 m, ottiene il 9º posto con 4h29', conquistando il nuovo record europeo.
- 1998: Nella Maratona della grande Muraglia Cinese, di 200 km, in 8 tappe, ottiene il 1º posto
- 1998: Nella Maratona del Deserto libico, 120 km in una sola tappa è 1º assoluto
- 1999: Nel Trophee du Nil è 1º assoluto.
- 1999: Nel Sahara Algerino è 1º assoluto
- 2000: In Cina Deserto del Gobi, 150 km, in 5 tape è 1º assoluto
- 2001: In Sudafrica, 195 km, in auto-sufficienza alimentare, in 5 tappe è 1º assoluto
- 2001: Nella Route des Rois in Giordania, 240 km in 5 tappe è 2º assoluto
- 2001: Nella Maratona del Sinai dei 10 comandamenti, 170 km, in 5 tappe è 1º assoluto
- 2002: Nella Super-Maratona del Cile,190 km, in 6 tappe è 1º assoluto
- 2002: Nella Ultra-Maratona del Nepal, 150 km, in 6 tappe è 2º assoluto
- 2003: Egitto 120 km, in 5 tappe è 1º assoluto
- 2003: India 150 km, in 6 tappe è 1º assoluto
- 2003: Nella Maratona delle Dune in Algeria è 1º della sua categoria.
- 2003: Mauritania, 150 km, in 5 tappe è 1º assoluto
- 2003: Nella Jungle Marathon in Nuova Guyana, 170 km, in 5 tappe è 1º assoluto
- 2003: Nella Jungle Ultramarathon della Guyana Francese, 155 km è 1º assoluto
- 2004: Nella prima edizione Romanolimits è 1º classificato
- 2007: Nella quarta edizione di Romanolimits è 1º classificato
- 2007: Nel Raid Amazzonia Guyana francese è 1º classificato
- 2007: Nel Rai Thai in Thailandia è 1º classificato
- 2008: Nel Raid Vietnam Eternam è 1º classificato
- 2008: Nel Raid Foulées de la Soie in Cina 1º classificato con 2 nuovi record
- 2008: Nel Circuito mondiale Over Cup 2007 2008 1º assoluto col titolo di "campione del mondo 2008"
- 2008: Domenica 15 novembre 2008, in presenza del Generale Combette, Robert Palacio e di numerose altre autorità, Eric Ledos, direttore aggiunto regionale della Gioventu e dello sport di Parigi, conferisce ufficialmente a Modestino Preziosi la medaglia d'oro Jeunesse et Sport per il curriculum sportivo eccezionale e l'impegno fisico e morale verso i giovani atleti. Preziosi ringrazia, ufficialmente tutte le autorità e il suo padrino Daniel Cordier. Nel Circuito Mondiale 2008, 2009 Over Cup dopo 5 Raid nei vari paesi: Raid Amazzonia Guyana francese è 1º classificato, Irlanda 2º classificato, Bretagna 1º classificato, Romanolimits urban 2º classificato, Vietnam Eternam 1º classificato, finale circuito Over Cup Thailandia 1º classificato, per somma punteggio è primo assoluto su 40 nazioni presenti col titolo di Campione del Mondo di Maratona Estrema 2009 - 2010.
- 13 Marzo 2018: conferimento ufficiale della qualifica di Analista Senior di Sicurezza all'Università South West State di Mogadiscio (Somalia) http://SWSUniversity.org
- 06 Aprile 2018: conferimento ufficiale della Cittadinanza onoraria Città di Mercogliano (AV) dal Primo Cittadino Massimiliano Carullo http://www.halleyweb.com/c064049/zf/index.php/organi-politico-amministrativo/index/detail/categoria/82/idOrgano/G-WpFPQT-A/idOrganoAT/GTUE9P-Q-F
- 23 Giugno 2018 ore 10-14 presso Antisala dei Baroni, Maschio Angioino (Napoli): Premio internazionale Città di Napoli, Oscar Accademico VIII edizione, conferimento ufficiale dell'Oscar Accademico alla carriera e della Laurea Honoris Causa con Dottorato, conseguimento del titolo di Dottore e Professore dal Dottor Cannone dell'Accademia Universitaria Federico II di Napoli.